# ニコラ・ブリオー

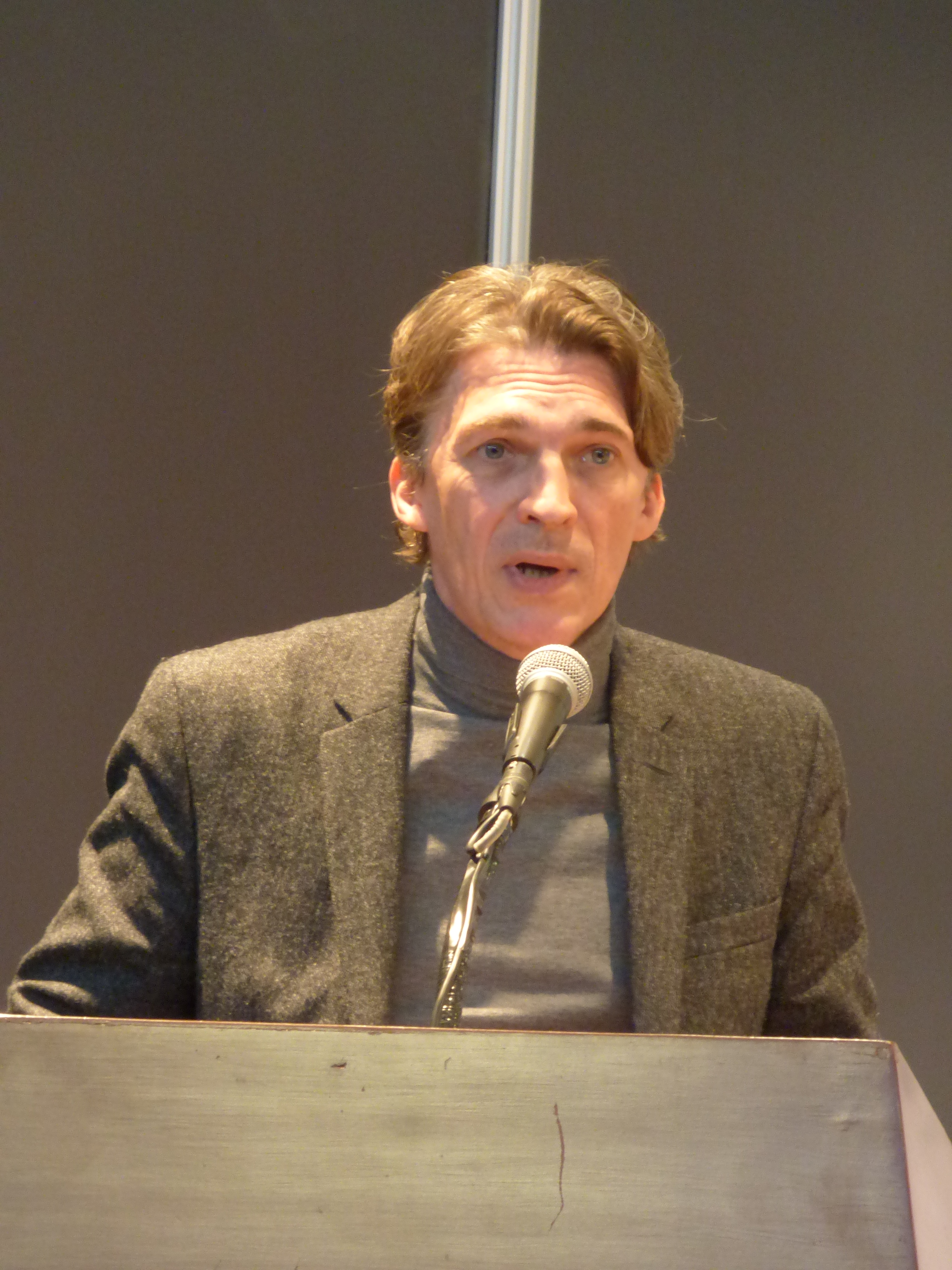
ニコラ・ブリオー

ニコラ・ブリオー（Nicolas Bourriaud, 1965年 - ）はフランス出身の理論家・キュレーターである。かつてフランスのパリ国立高等美術学校（ボザール）でディレクターを務めた。

## 来歴
- 1985年にフランス西部のニオールで「垂直（Société perpendiculaire）」を友人とともに結成。1995年にはミシェル・ウェルベックとともに雑誌『垂直（Revue perpendiculaire）』を創刊[3]。
- 1987年から1995年まで、『Flash Art』のパリ担当記者だった[要出典]。
- 現代アートを扱う雑誌『芸術についての記録(Documents sur l'art)』（1992〜2000年）の創刊者・ディレクターでもあった。
- 1990年に第44回ヴェネツィア・ビエンナーレフランス館をキュレーションした。これがキュレーターとして初めての仕事である。実際のフランス館が改装中だったため、ドゥカーレ宮殿に隣接する監獄を使った若手アーティストの展覧会「Unmoving Short Movies」を担当した。フィリップ・パレーノやドミニク・ゴンザレス＝フォルステル、ピエール・ジョゼフ、ファブリス・イベールが参加した[3]。
- 1999〜2006年、ジェローム・サンス（英語版）とともに、パレ・ド・トーキョー現代創造サイトの共同創設者・共同ディレクターを務めた[3]。ピンチューク・アートセンター、テート・ブリテン（2008〜2010年）を経て、2010年にフランス文化省学術部門長官に就任。2011〜2015年、パリ国立高等美術学校学長を務めた。現在は複合美術施設MoCo（モンペリエ・コンテンポラン）のディレクターを務める[3]。

## 思想
「リレーショナル・アート」という概念を1995年に考案し、フランス・ボルドーの現代アート美術館CAPCで行われた「Traffic」展のカタログで発表した。星野太によれば、それは「作家・作品・鑑賞者のあいだの「関係」に重きを置く作家たちを名指すための言葉」である。ブリオーは、リレーショナル・アートを「美術館やギャラリーのような「自律的な」空間ではなく、むしろ「人間関係とその社会的な文脈」を出発点とする芸術実践のことである」と定義している。
ブリオーが編集に携わった90年代半ばの雑誌『芸術についての記録』における連載をまとめた『関係性の美学』（1998年、英語版2002年）では、自身がボルドー現代美術館やパレ・ド・トーキョーの企画展において評価した同時代の作家や作品を、「関係（relation）」の創出という観点から論じた。必ずしも「関係性の美学」という主題に関する体系的な議論が構築されているわけではないが、同書に端を発する「リレーショナル・アート」や「関係性の美学」という基本コンセプトは、90年代から00年代にかけて急増したインスタレーションをはじめとする新たなタイプの作品、ひいては地域振興を旨とするコミュニティ・アートなどの理論的な後ろ盾としてしばしば援用されることになった。この著作は決定的に重要なテクストだと考えられており、1990年代初期にヨーロッパに登場した世代の手による広範なアート作品を定義づけるものだとされる。

## 著書
- Playlist. Paris: Palais de Tokyo: Editions cercle d'art, 2004. ISBN 2-7022-0736-7
- Relational Aesthetics. Paris: Presses du réel, 2002. ISBN 2-84066-060-1辻憲行訳『関係性の美学』水声社、2023年
- Postproduction: Culture as Screenplay: How Art Reprograms the World. New York: Lukas & Sternberg, 2002. ISBN 0-9711193-0-9. Translated by Jeanine Herman.
- Touch: Relational Art from the 1990s to Now. San Francisco: San Francisco Art Institute, 2002.
- Formes de vie. L’art moderne et l’invention de soi. Paris: Editions Denoël, 1999. ISBN 2-207-25501-8
- The Radicant , Sternberg Press, 2009. ISBN 978-1-933128-42-9. Translated by James Gussen and Lili Porten.
武田宙也訳『ラディカント──グローバリゼーションの美学に向けて』フィルムアート社、2022年
- Radikant. Berlin: Merve, 2009. ISBN 978-3-88396-251-1
- Altermodern. Tate, 2009. ISBN 978-1-85437-817-0

## キュレーションした展示
- Courts Métrages Immobiles, Venice Biennale, 1990
- Aperto '93, Venice Biennale, 1993 ー 「アペルト」第45回ヴェネツィア・ビエンナーレ
- Commerce, Espace St Nicolas, Paris, 1994
- Traffic, Capc Bordeaux, 1996
- Joint Ventures, Basilico Gallery, New York, 1996
- Le Capital, CRAC Sète, 1999
- Contacts, Kunsthalle Fri-Art, Fribourg, Switzerland, 2000
- Négociations, CRAC, Sète, 2000
- Touch, San Francisco Art Institute, 2002
- GNS (Global Navigation System), Palais de Tokyo, Paris, 2003
- Playlist, Palais de Tokyo, Paris, 2004
- Notre Histoire, Palais de Tokyo, Paris, 2006
- Moscow Biennale, 2005 and 2007 (with Backstein, Boubnova, Birnbaum, Obrist, Martinez)
- Estratos, Murcia, 2008.
- The Tate Triennial 2009: Altermodern, Tate Britain, London, 2009 ー 第4回テート・トリエンナーレ「Altermodern」[6]
- "Athens Biennial 2011 : Monodrome".
- "The Angel of history", Palais des Beaux-arts, Paris, 2013.
- "Cookbook", Palais des Beaux-arts, Paris, 2013.
- Taipei Biennial 2014, "The Great acceleration". ー 台北ビエンナーレ2014
- Kaunas Biennial 2015, "Threads : a fantasmagoria about distance".